# Giampiero Ceccarelli
Giampiero Ceccarelli (Cesena, 22 aprile 1948) è un allenatore di calcio ed ex calciatore italiano, di ruolo difensore, recordman di presenze con la maglia del Cesena. Ha inoltre ricoperto il ruolo di osservatore per il Cesena e per la nazionale italiana di calcio, con la quale si  è laureato campione del mondo nel 2006.

## Caratteristiche tecniche

### Giocatore
Difensore molto duttile, ha giocato quasi tutta la carriera come terzino sinistro (nonostante fosse un destro naturale), ricoprendo a volte anche il ruolo di libero. Era un calciatore abile nel gioco aereo, carismatico e corretto, infatti nella sua lunga carriera da difensore è stato squalificato una sola volta per somma di ammonizioni. Nei numerosi anni di carriera si è sempre distinto per la sua personalità, per il modo di fare gruppo e tenere unito lo spogliatoio.

## Carriera

### Giocatore

Ceccarelli (a sinistra) capitano del Cesena nel 1981, in contrasto sullo juventino Bettega

Gioca tutta la carriera nel Cesena dal 15 gennaio 1967, data dell'esordio contro la Carrarese, fino al 1985. Per questo entra di diritto non solo nella storia della squadra, ma anche nella storia del calcio italiano, disputando 19 tornei nei professionisti e 520 partite di campionato (146 in A, 343 in B, 31 in C), più 69 partite di Coppa Italia e 2 di Coppa UEFA, per un totale di 591 partite disputate con la squadra della città in cui è nato, rappresentando per anni un record per un calciatore italiano. Per 10 anni è anche stato il capitano della squadra.

### Allenatore
Smessi i panni di calciatore diventa allenatore in seconda proprio nel Cesena, debuttando con Adriano Buffoni e affiancando successivamente Bruno Bolchi, Albertino Bigon, Marcello Lippi, Gaetano Salvemini (calciatore), Attilio Perotti, Marco Tardelli e Azeglio Vicini. Dal 1999 al 2002 è vice dell'Olympiacos, prima con Albertino Bigon, poi con il tecnico greco Magiurakis e infine con Takīs Lemonīs, ex calciatore del club promosso in panchina.
Nel giugno 2004 entra dello staff della nazionale italiana come osservatore, agli ordini di Marcello Lippi, contribuendo in questa veste alla vittoria del campionato del mondo 2006 in Germania. Dopo l'addio di Lippi nell'agosto successivo, viene riconfermato nello staff del nuovo commissario tecnico Roberto Donadoni, partecipando al campionato d'Europa 2008 disputato in Austria e Svizzera. Nell'agosto seguente, con il ritorno di Lippi alla guida degli azzurri, rientra a far parte dello staff della nazionale partecipando alla Confederations Cup 2009 in Sudafrica. Nel 2010, sempre agli ordini di Lippi, partecipa al campionato del mondo 2010 in Sudafrica.
Dal 2011 al 2018 ha svolto il ruolo di osservatore per il Cesena, prima del fallimento della società romagnola.

## Statistiche

### Presenze e reti nei club
| Stagione        | Squadra         | Campionato      | Campionato | Campionato | Coppe nazionali | Coppe nazionali | Coppe nazionali | Coppe continentali | Coppe continentali | Coppe continentali | Altre coppe | Altre coppe | Altre coppe | Totale | Totale |
| Stagione        | Squadra         | Comp            | Pres       | Reti       | Comp            | Pres            | Reti            | Comp               | Pres               | Reti               | Comp        | Pres        | Reti        | Pres   | Reti   |
| --------------- | --------------- | --------------- | ---------- | ---------- | --------------- | --------------- | --------------- | ------------------ | ------------------ | ------------------ | ----------- | ----------- | ----------- | ------ | ------ |
| 1966-1967       | Cesena          | C               | 8          | 0          | -               | -               | -               | -                  | -                  | -                  | -           | -           | -           | 8      | 0      |
| 1967-1968       | Cesena          | C               | 23         | 0          | -               | -               | -               | -                  | -                  | -                  | -           | -           | -           | 23     | 0      |
| 1968-1969       | Cesena          | B               | 28         | 0          | CI              | 1               | 0               | -                  | -                  | -                  | -           | -           | -           | 29     | 0      |
| 1969-1970       | Cesena          | B               | 33         | 0          | CI              | 1               | 0               | -                  | -                  | -                  | -           | -           | -           | 34     | 0      |
| 1970-1971       | Cesena          | B               | 38         | 0          | CI              | 5               | 0               | -                  | -                  | -                  | -           | -           | -           | 43     | 0      |
| 1971-1972       | Cesena          | B               | 32         | 0          | CI              | 4               | 0               | -                  | -                  | -                  | -           | -           | -           | 36     | 0      |
| 1972-1973       | Cesena          | B               | 37         | 1          | CI              | 4               | 0               | -                  | -                  | -                  | -           | -           | -           | 41     | 1      |
| 1973-1974       | Cesena          | A               | 22         | 0          | CI              | 9               | 0               | -                  | -                  | -                  | -           | -           | -           | 31     | 0      |
| 1974-1975       | Cesena          | A               | 29         | 0          | CI              | 4               | 0               | -                  | -                  | -                  | -           | -           | -           | 33     | 0      |
| 1975-1976       | Cesena          | A               | 25         | 3          | CI              | 4               | 0               | -                  | -                  | -                  | -           | -           | -           | 29     | 3      |
| 1976-1977       | Cesena          | A               | 17         | 0          | CI              | 4               | 0               | CU                 | 2                  | 0                  | -           | -           | -           | 23     | 0      |
| 1977-1978       | Cesena          | B               | 35         | 3          | CI              | 4               | 0               | -                  | -                  | -                  | -           | -           | -           | 39     | 3      |
| 1978-1979       | Cesena          | B               | 29         | 0          | CI              | 4               | 1               | -                  | -                  | -                  | -           | -           | -           | 33     | 1      |
| 1979-1980       | Cesena          | B               | 33         | 1          | CI              | 3               | 0               | -                  | -                  | -                  | -           | -           | -           | 36     | 1      |
| 1980-1981       | Cesena          | B               | 36         | 0          | CI              | 4               | 0               | -                  | -                  | -                  | -           | -           | -           | 40     | 0      |
| 1981-1982       | Cesena          | A               | 27         | 0          | CI              | 4               | 0               | -                  | -                  | -                  | -           | -           | -           | 31     | 0      |
| 1982-1983       | Cesena          | A               | 26         | 0          | CI              | 5               | 0               | -                  | -                  | -                  | -           | -           | -           | 31     | 0      |
| 1983-1984       | Cesena          | B               | 21         | 0          | CI              | 5               | 0               | -                  | -                  | -                  | -           | -           | -           | 26     | 0      |
| 1984-1985       | Cesena          | B               | 21         | 0          | CI              | 4               | 0               | -                  | -                  | -                  | -           | -           | -           | 25     | 0      |
| Totale carriera | Totale carriera | Totale carriera | 520        | 8          |                 | 69              | 1               |                    | 2                  | 0                  |             | -           | -           | 591    | 9      |

### Record

#### Cesena
- Maggior numero di stagioni da capitano (9), indossando la fascia dal 1970 al 1973, e dal 1979 al 1985.
- Maggior numero di presenze in tutte le competizioni (591).
- Maggior numero di presenze in Serie B (343).
- Maggior numero di presenze in Coppa Italia (69).
- Maggior numero di presenze in Coppa UEFA (2), a pari merito con Alberto Batistoni, Bruno Beatrice, Giorgio Bittolo, Lamberto Boranga, Pierluigi Cera, Marino Lombardo, Giorgio Mariani, Fiorino Pepe e Giorgio Rognoni.

## Palmarès

### Giocatore
- Campionato italiano Serie C: 1

Cesena: 1967-1968 (girone B)